# Денні Грін
Денні Грін (англ. Danny Green; 9 березня 1973, Перт) — австралійський професійний боксер, чемпіон світу за версіями WBA (2007—2008) у напівважкій вазі та IBO (2009—2011, 2012—2013) у першій важкій вазі, «тимчасовий» чемпіон WBC (2003—2005) у другій середній вазі.

## Аматорська кар'єра
На Олімпійських іграх 2000 переміг у першому бою Лауделіно Барроса (Бразилія), а в другому програв Олександру Лебзяку (Росія).

## Професіональна кар'єра
2001 року дебютував на професійному рингу і впродовж 2001—2003 років здобув шістнадцять дострокових перемог. 16 серпня 2003 року вийшов на бій проти чемпіона WBC у другій середній вазі Маркуса Беєра (Німеччина) . Грін був попереду за очками, коли бій був зупинений у п’ятому раунді американським рефері Біллом Кленсі, який вирішив, що Грін навмисно вдарив свого суперника головою, результатом чого стало глибоке розсічення у Беєра біля правого ока. Австралієць був дискваліфікований, перемогу отримав німець.
20 грудня 2003 року Грін виграв титул «тимчасового» чемпіона WBC у другій середній вазі, а 12 березня 2005 року знов вийшов на бій проти чемпіона WBC Маркуса Беєра і програв рішенням більшості суддів.
16 грудня 2007 року вийшов на бій проти чемпіона WBA у напівважкій вазі Стіпе Дрвіша (Хорватія) і здобув перемогу одностайним рішенням.
16 серпня 2009 року завоював вакантний титул чемпіона IBO у першій важкій вазі. У першому захисті титулу IBO нокаутував в першому раунді Роя Джонса (США), після чого провів ще три вдалих захиста. 20 червня 2011 року програв технічним рішенням в дев'ятому раунді Антоніо Тарверу (США). В наступному бою 30 листопада 2011 року програв нокаутом чемпіону WBC у першій важкій вазі Кшиштофу Влодарчику (Польща).
21 листопада 2012 року вдруге завоював вакантний титул чемпіона IBO у першій важкій вазі.